# Platydesmus hirudo
Platydesmus hirudo är en mångfotingart som beskrevs av Pocock 1903. Platydesmus hirudo ingår i släktet Platydesmus och familjen Platydesmidae. Inga underarter finns listade i Catalogue of Life.